# Slipstream (album)
Slipstream je šestnácté studiové album Bonnie Raitt, vydané v dubnu 2012. Album spolu s Raitt produkoval Joe Henry, v jehož studiu bylo album též zčásti nahráváno.

## Seznam skladeb
| Pořadí         | Název                      | Délka |
| -------------- | -------------------------- | ----- |
| 1.             | Used to Rule the World     | 4:17  |
| 2.             | Right Down the Line        | 5:29  |
| 3.             | Million Miles              | 6:26  |
| 4.             | You Can't Fail Me Now      | 4:18  |
| 5.             | Down to You                | 3:59  |
| 6.             | Take My Love with You      | 4:24  |
| 7.             | Not Cause I Wanted To      | 3:37  |
| 8.             | Ain't Gonna Let You Go     | 5:59  |
| 9.             | Marriage Made in Hollywood | 4:55  |
| 10.            | Split Decisio              | 4:35  |
| 11.            | Standing in the Doorway    | 5:24  |
| 12.            | God Only Knows             | 4:26  |
| Celková délka: | Celková délka:             | 57:49 |